# آل بن طهيف (يافع)
آل بن طهيـف وبن طهيف  هي إحدى قرى و عزلة اليزيدي بمديرية يافع التابعة لمحافظة لحج، بلغ تعداد سكانها 110 نسمة حسب تعداد اليمن لعام 2004. كما ينسب إليها بعض الشخصيات، زكريا بن طهيف وتعداد اليمن لعام 2004